# Karl-Heinz Lehmann
Pour les articles homonymes, voir Lehmann.
Karl-Heinz Lehmann, né le 2 janvier 1957, est un judoka est-allemand. Il est médaillé de bronze olympique en 1980 en catégorie des moins de 71 kg.

## Palmarès international
| Année | Compétition           | Lieu       | Résultat | Catégorie      |
| ----- | --------------------- | ---------- | -------- | -------------- |
| 1980  | Championnats d'Europe | Vienne     | 3e       | Moins de 71 kg |
| 1980  | Jeux olympiques       | Moscou     | 3e       | Moins de 71 kg |
| 1981  | Championnats d'Europe | Debrecen   | 1er      | Moins de 71 kg |
| 1981  | Championnats du monde | Maastricht | 3e       | Moins de 71 kg |
| 1982  | Championnats d'Europe | Rostock    | 2e       | Moins de 71 kg |
| 1983  | Championnats d'Europe | Paris      | 3e       | Moins de 71 kg |